# Constitution du royaume des Pays-Bas
Pour les articles homonymes, voir Loi fondamentale.
Lire en ligne

Consulter en ligne

La Constitution du royaume des Pays-Bas (en néerlandais : Grondwet van het Koninkrijk der Nederlanden) est la constitution néerlandaise adoptée en 1815 et actuellement en vigueur, après plusieurs révisions.

## Histoire
La première constitution néerlandaise, en 1579, établit la république des Sept Provinces-Unies, de type confédéral, et entre en vigueur avec l’union d’Utrecht. En 1798, une nouvelle constitution est mise en place après la création de la République batave, un État unitaire, en 1795. La république connaît plusieurs réformes constitutionnelles en 1801 et 1805 puis est remplacée en 1806 par le royaume de Hollande. Le royaume des Pays-Bas est créé en 1814, et en 1815 la première version de la Loi fondamentale constitue le royaume.
De la révision de 1848 est issu le texte généralement considéré comme la version originelle de l’actuelle Loi fondamentale. Poussé par la vague révolutionnaire dans les pays voisins, le roi Guillaume II accepte l’introduction de la responsabilité ministérielle, et une commission présidée par Johan Rudolf Thorbecke est nommée pour rédiger le nouveau texte.
En 1917, le suffrage universel est introduit dans le texte. Un autre changement important a lieu en 1983, avec l’introduction des droits sociaux et l'interdiction définitive de l'exercice de la peine de mort par l'État — bien qu'elle ait été abolie en 1870 — dans la Loi fondamentale, ainsi que la révision de la règle de succession au trône. La dernière révision, de moindre importance, a lieu en 2002.

## Dispositions
Le chapitre 1, Des droits fondamentaux, rassemble les dispositions concernant l’égalité (art. 1), le droit de vote, la liberté de culte, la liberté d’éducation (art. 23), la liberté d’expression, la liberté de réunion et de protestation et le droit à la vie privée.

### Chapitres
1. Des droits fondamentaux
2. Du Gouvernement
  1. Du Roi
  2. Du Roi et des ministres
3. Des États généraux
  1. Organisation et composition
  2. Fonctionnement
4. Du Conseil d’État, de la Cour des comptes, du Médiateur national et des organismes consultatifs permanents
5. De la législation et de l’administration
  1. Loi et autres mesures
  2. Autres dispositions
6. De la Justice
7. Des provinces, communes, wateringues et autres organismes publics
8. De la révision de la Constitution

Il y a eu par le passé plusieurs articles supplémentaires, numérotés en romain, mais ils ont été abrogés, à l’exception des articles IX et XIX.

## Statut du royaume
Le royaume des Pays-Bas est composé du royaume en Europe, de ses dépendances dans les Caraïbes et des États autonomes d’Aruba, de Curaçao et de Saint-Martin. La Loi fondamentale ne s’applique qu’à la partie européenne du royaume, tandis que le Statut du royaume des Pays-Bas est la constitution valable pour l’ensemble des territoires néerlandais.

## Constitutionnalité des lois et des traités
Il n’existe pas de contrôle de constitutionnalité : les Pays-Bas n’ont pas de cour constitutionnelle, et un juge ne peut juger de la constitutionnalité d’une loi. La raison en est que l’on estime que la loi ne doit être changée que par les personnalités politiques, qui ont reçu pour ce faire un mandat du peuple.
En revanche, les traités internationaux peuvent rendre caduque une loi néerlandaise, y compris la Loi fondamentale, et dans la plupart des cas un juge pourra évaluer la conformité d’une loi avec les traités en vigueur dans le royaume.

## Procédure de révision
Une proposition de révision doit d’abord être approuvée à la majorité absolue par la Première Chambre et la Seconde Chambre des États généraux. Il faut ensuite que les États généraux soient dissous et que des élections générales aient lieu, avant que la proposition de révision ne soit de nouveau discutée et mise aux voix, une majorité des deux tiers étant cette fois requise. Ceci permet aux électeurs de se prononcer, indirectement, sur la question.

## Source
- (en) Cet article est partiellement ou en totalité issu de l’article de Wikipédia en anglais intitulé « Constitution of the Netherlands » (voir la liste des auteurs).